# Gespräch eines Lebensmüden mit seiner Seele

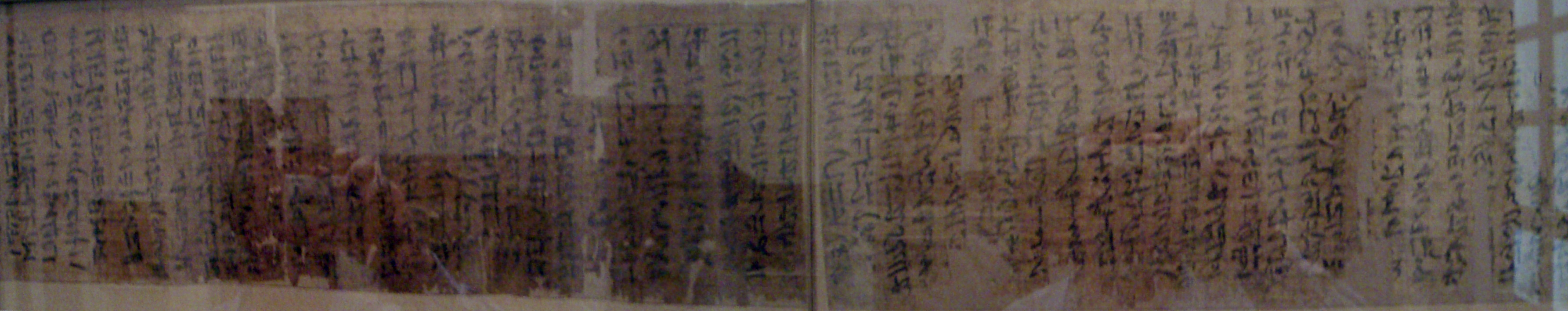
Papyrus Berlin 3024 (Neues Museum, Berlin)

Das Gespräch eines Lebensmüden mit seiner Seele (auch Gespräch eines Mannes mit seinem Ba oder einfach Lebensmüder) ist ein poetischer Text aus dem alten Ägypten, dessen Autor unbekannt ist. Es wurde in der Epoche der 12. Dynastie (um 1900 v. Chr.) verfasst, also in der Zeit des Mittleren Reichs.
Der Dialogpartner des lebensmüden Mannes ist seine Ba-Seele, einer der Aspekte des Seelischen in der altägyptischen Mythologie. In der Zeit des Alten Reichs wurde eine solche Seele anscheinend nur dem König zugeschrieben; dieser Text ist einer der frühesten Belege für eine Ba-Seele bei einem Privatmann.
Verschiedene Beschädigungen im Manuskript, einige Schreibfehler und das Auftreten von einigen seltenen und unklaren Wörtern erschweren eine Gesamtauffassung des Texts. Bis heute fand keine der Beurteilungen zum Lebensmüden allgemeine Zustimmung.

## Textüberlieferung
Das Gespräch ist zusammen mit der Hirtengeschichte nur in einem einzigen Textzeugen überliefert, dem Papyrus Berlin 3024, bei dem es sich um ein Palimpsest handelt. Fragmente des Anfangs des Gesprächs sind teilweise im Papyrus Amherst III erhalten. Der Papyrus Berlin 3024 wird paläographisch um die Mitte der 12. Dynastie datiert. Richard Lepsius kaufte den Papyrus im Jahr 1843 in Ägypten; er veröffentlichte den Text erstmals (1859). Die Textüberlieferung ist unvollständig; der Anfang fehlt zum Teil. Fragmente des Anfanges wurden 2017 publiziert, nachdem sie in einer Sammlung auf Mallorca identifiziert wurden. Daher sind Anlass und äußere Umstände des Gesprächs unbekannt.

## Literarische Einordnung
Die Frage nach der Gattungszugehörigkeit ist nicht leicht zu beantworten, da sowohl Verbindungen zur Klageliteratur, zur Weisheitsliteratur und zur didaktischen Literatur bestehen. Katherina Lohmann ordnet den Text zur didaktischen Spruchliteratur zu, unter dem Eindruck, dass die Belehrung das auslösende Moment für die Abfassung des Textes ist. Jan Assman ordnet den Lebensmüden der Literaturgattung Klagen zu: [Der Text] bezieht sich auf die Vision einer Welt, aus der die Maat verschwunden ist und in der folglich auch die traditionellen Vorstellungen einer Fortdauer im Diesseits, durch Grab, Kult und Kommemoration, hinfällig geworden sind.
Man findet beide Formen der Klageliteratur, die Diesseits- und die Jenseitsklagen. Beide Formen sind mit ganz bestimmten Todesvorstellungen verbunden. Die Diesseitsklage zielt auf die Veränderung der Welt, die Jenseitsklage auf die Veränderung des Seins. Der Mann beklagt das Diesseits, da er sich den Tod als Idealzustand eines versorgten Lebens denkt, und der Ba preist das Leben, weil er den Tod als jenseitige Gotteswirksamkeit sieht.
Als Anlass für die Entstehung der Jenseitsklagen wird der Zerfall der Solidargemeinschaft gesehen, die letztlich zur Abkehr vom Glauben der Pyramidenzeit führte. Mit dem Bewusstsein, dass eine irdische Fortexistenz im Tode nur im Hinblick auf diesseitige Vorkehrungen gewährleistet ist, entwickelte sich die Vorstellung eines osirianischen Erlösungstodes, der das Jenseitsschicksal allein von der Lebensführung des Menschen abhängig macht.

## Aufbau
Der erhaltene Text kann wie folgt gegliedert werden:
- (unvollständige) erste Rede des Ba – erste Rede des Mannes,
- zweite Rede des Ba – zweite Rede des Mannes,
- dritte Rede des Ba,
- zwei Gleichnisse (Parabeln) des Ba,
- vier Lieder des Mannes,
- Schlusswort des Ba.

Der Text besteht aus drei Reden des Ba und drei Reden des Mannes, die zueinander im Dialog stehen. Des Weiteren findet man im ganzen Text drei Bitten, drei Gebete und drei Klagen. Auffällig ist die Dreiteiligkeit der Funktionsgruppen, die vermutlich sehr bedachtvoll gewählt wurde.

## Inhalt
Da die Erschließung des Texts entscheidend von der Auffassung einiger Wörter und Zeilen abhängt, ist eine Inhaltsangabe frei von Interpretationen kaum möglich.
Es ist nicht klar, wie viel vom Anfang des Texts fehlt. Aus den verbliebenen Worten scheint sich aber das Wesentliche der Rede zu erschließen. Die entscheidenden Worte sind: nicht parteiisch ist ihre Zunge. Diese Worte deuten auf eine der Maat verpflichtete Rechtsprechung hin. Jan Assmann weist auf den Bezug zum Totengericht hin, da der Gesprächsinhalt um die Frage des Jenseitsschicksals geht. In dieser Frage gibt sich vermutlich der Ba als Sachverständiger zu erkennen.
Die Einleitung der Rede des Mannes ist an eine unbestimmte Hörerschaft gerichtet. Er erläutert den Wert des Sprechens und Hörens und richtet sich dann als Bittsteller an seinen Ba:
Mein Ba, töricht ist es, die Sorgen über das Fortleben gering zu schätzen: führe mich einem Tode zu, (der so ist), dass ein Unwillkommenes meiner dabei nicht möglich wird! Mache mir den Westen angenehm! Ist nicht das „Unglück“ nur ein Lebensabschnitt? Bäume sind so: sie werfen ab.
Der Mann beendet seine Rede mit der Aufforderung, sich dem Bedrängten zuzuneigen und fügt ein Gebet an. Das Gebet steht außerhalb des Argumentationsvorgangs und wurde vermutlich später eingefügt.
In seiner zweiten Rede  wirft der Ba dem Mann vor, dass er das Leben nicht achte und Vorsorge treffe wie ein Herr von Schätzen.
Der Mann verteidigt sich gegenüber den Vorwürfen des Ba: Er sei nicht fortgegangen (aus dem Leben) und eine Vorsorge sei nicht möglich, da er aller Schätze beraubt sei. In der anschließenden Bitte äußert der Mann den Wunsch nach einem Begräbnis wie in der Pyramidenzeit mit einem Erben am Grabe.
Nach einem Gebet für seinen Ba folgt eine Drohung: Der Ba fände keinen Ort der Ruhe im Westen, falls er einen unheilvollen Todeszustand „in dieser Gestalt“ zulasse. Mit der Bitte um einen Erben, der die postmortale Existenz garantiert, wird das allgemein formulierte Verlangen nach dem versorgten Tod konkretisiert.
In seiner dritten Rede streitet der Ba die Aussicht auf eine Wiedergeburt ab. Selbst die Gräber der berühmtesten Männer seien aus Mangel an Hinterbliebenen in Vergessenheit geraten, was eine Abkehr vom Glauben der Pyramidenzeit bedeute. Der Mann soll dem schönen Tag folgen und die Sorgen um das Fortleben vergessen.
In seinem ersten Gleichnis wirft der Ba dem Mann vor, dass er nicht die Vergänglichkeit des Lebens beklage, sondern den Untergang einer vagen Aussicht auf ein Zukunftsdasein. Im zweiten Gleichnis wird an die Vernunft des Mannes appelliert, sich den Gegebenheiten des Lebens anzupassen und ein offenes Ohr für Worte der Aufklärung zu bewahren, wenn ein Wunsch nicht erfüllt wird.
Der Mann antwortet mit drei Klageliedern. Das erste handelt von der Beschädigung des Namens, im zweiten werden die Auswirkungen einer zerfallenen Ordnung beschrieben und im dritten wird der Tod als Ort der Erfüllung beschrieben, der das Elend der Welt nicht kennt. Der Mann beendet seine Rede mit einem Gebet, in dem der Tod als göttliche Seinsform im Jenseits geschildert wird.
In seiner vierten Rede fordert der Ba den Mann nochmals auf, das Wehklagen aufzugeben und sich dem Leben anzuschließen:
Lasse das Wehklagen auf sich beruhen, dieser du, der zu mir gehört, mein Bruder. Lege auf das Feuerbecken und schliesse Dich dem Lebenskampf – wie Du geschildert hast – an. Sei mir hier zugetan und stelle für dich den Westen zurück. Wünsche erst dann in den Westen zu gelangen, wenn sich Deine Glieder dem Boden zuneigen. Nach Deinem Ermatten werde ich mich niederlassen und wir werden eine Wohnstatt zusammen machen.

## Interpretationen
Nach den wichtigsten Bearbeitern kommt der Interpretation und Übersetzung des Wortes jhm in der Zeile 18 eine Schlüsselrolle für das Verständnis des Textes zu. Das Schwierige an der Passage ist, dass das Verb jhm sowohl die Übersetzung nachfolgen bzw. geleiten als auch zurückhalten zulässt, und somit auch gegensätzliche Interpretationen bezüglich der Intention des Lebensmüden.
Adolf Erman übersetzte die Passage mit „geleite mich zum Sterben“.
Alexander Scharff und Raymond O. Faulkner bevorzugten die Bedeutung „zurückhalten“: holdest me back from death ere I come to it.
Der schwierige Charakter des Texts lässt so viel Spielraum für Interpretationen zu, dass eine Interpretation nicht einfach durch eine andere widerlegt werden kann.
Adolf Erman sieht in dem Mann jemanden, der am Leben verzweifelt und Selbstmord begehen will. Er wird davon nur zurückgehalten, weil er keinen Nachkommen besitzt, der die nötigen Bestattungsriten vollziehen wird. Sein Ba als Teil seiner Persönlichkeit rät ihm, sich ins Feuer zu stürzen, da ein Leichnam, der zu Asche verbrannt ist, durch seine Nichtexistenz keine Fürsorge mehr benötige.
Alexander Scharff hält den Mann für einen gelehrten Priester und für den Dichter des Gesprächs, der auf Grund der revolutionären Zeitumstände nicht mehr als frommer Ägypter leben und der Gottheit nach altem Brauche opfern kann. Er will sich nicht mit den neuen Anschauungen der Zeit abfinden. Aus Ekel am Leben beabsichtigt er Selbstmord durch Verbrennen zu begehen, mit der Hoffnung auf Unsterblichkeit im Jenseits. Sein Ba versucht ihn als Vertreter der Lebensfreude am Freitod zu hindern und fordert als böser Versucher zum Lebensgenuss auf.
Helmuth Jacobsohn, ein Anhänger der Tiefenpsychologie nach C.G. Jung, hält das Gespräch für ein einzigartiges, persönliches Erlebnis. Ein am Leben verzweifelnder Mensch, der durch die furchtbaren Geschehnisse seiner Zeit das Grauen der Gottesferne und des Gottesverlustes kennenlernt, steht in seiner Qual am Rande des Selbstmords. Seinem traditionellen Denken gemäß muss er den Freitod aber als schwere Sünde ansehen. In dieser Situation, in der sich Erlösungssehnsucht und traditionelles Gesetz unvereinbar gegenüberstehen, gerät der Mann in Widerspruch zu seinem innersten Wesenskern, zu seinem eigenen Ba, den H. Jacobson als psychischen Archetypus auffasst.

## Der Preis des Todes
Der Mann stellt seinen Standpunkt in vier Liedern dar. Eines davon lautet:
Der Tod steht heute vor mir,
(wie) wenn ein Kranker gesund wird,
wie das Hinaustreten ins Freie nach dem Eingesperrtsein.
Der Tod steht heute vor mir
wie der Duft von Myrrhen,
wie das Sitzen unter einem Segel an einem windigen Tag.
Der Tod steht heute vor mir
wie der Duft von Lotusblumen,
wie das Sitzen am Ufer der Trunkenheit.
Der Tod steht heute vor mir
wie das Abziehen des Regens (oder: wie ein betretener Weg),
wie wenn ein Mann von einem Feldzug heimkehrt.
Der Tod steht heute vor mir,
wie wenn sich der Himmel enthüllt,
wie wenn ein Mensch die Lösung eines Rätsels findet.
Der Tod steht heute vor mir,
wie ein Mann sich danach sehnt, sein Heim wiederzusehen,
nachdem er viele Jahre in Gefangenschaft verbracht hat.

### Editionen
- Winfried Barta: Das Gespräch eines Mannes mit seinem Ba (Papyrus Berlin 3024). In: Münchener Ägyptologische Studien. (MÄS) Band 18, Berlin 1969.
- Adolf Erman: Gespräch eines Lebensmüden mit seiner Seele. Aus dem Papyrus 3024 der Königlichen Museen. Berlin 1896.
- Raymond O. Faulkner: The Man Who Was Tired of Life. In: Journal of Egyptian Archaeology. (JEA) Band 42, 1956, S. 21–40.

### Übersetzungen
- Winfried Barta: Das Gespräch eines Mannes mit seinem Ba (Papyrus Berlin 3024). (= Münchener Ägyptologische Studien. (MÄS) Band 18). Berlin 1969.
- Miriam Lichtheim: Ancient Egyptian Literature. Volume 1: The Old and Middle Kingdoms. 1973, S. 163–169.
- Richard B. Parkinson: The Tale of Sinuhe and other Ancient Egyptian Poems 1940-1640 BC. 1997, S. 151–165.

### Allgemeine Literatur und Einzelbeiträge
- James P. Allen: The Debate Between a Man and His Soul. A Masterpiece of Ancient Egyptian Literature. Brill, Leiden 2010.
- Jan Assmann: Tod und Jenseits im Alten Ägypten. Beck, München 2001, ISBN 3-406-49707-1, S. 496–500.
- Jan Assmann: Ägypten. Eine Sinngeschichte. Hanser, München 1996, ISBN 3-446-18522-4.
- Jan Assmann: Maat. Gerechtigkeit und Unsterblichkeit im Alten Ägypten. 1990.
- Jan Assmann: Der „leidende Gerechte“ im alten Ägypten. Zum Konfliktpotential der ägyptischen Religion. In: Christoph Elsas u. Hans G. Kippenberg (Hrsg.): Loyalitätskonflikte in der Religionsgeschichte. Festschrift für Carsten Colpe. Würzburg 1990, S. 203–224, S. 208 ff. II Der ägyptische Text des "Lebensmüden" – der ägyptische Hiob?.
- Günter Burkard, Heinz J. Thissen: Einführung in die altägyptische Literaturgeschichte I. Altes und Mittleres Reich. (= Einführungen und Quellentexte zur Ägyptologie. Band 1). 3. Auflage, Lit, Berlin 2008, ISBN 978-3-8258-6132-2.
- Adolf Erman: Die Literatur der Alten Ägypter. 1923, S. 122–130.
- Hans Goedicke: The Report about the Dispute of a Man with his BA. Papyrus Berlin 3024. 1970.
- Helmuth Jacobsohn: Das Gespräch eines Lebensmüden mit seinem Ba. 1951.
- Katherina Lohmann: Das Gespräch eines Mannes mit seinem Ba. In: Studien zur altägyptischen Kultur. (SAK) Band 25, 1998, S. 207–236 [hinsichtlich der Datierungsfrage Außenseitermeinung].
- Richard B. Parkinson: Poetry and Culture in Middle Kingdom Egypt. A Dark Side to Perfection. 2002.
- Richard B. Parkinson: The Missing Beginning of "The Dialogue of a Man and His Ba": P.Amherst III and the History of the "Berlin Library". In: Zeitschrift für Ägyptische Sprache und Altertumskunde. (ZÄS) Band 130, 2003, S. 120–133.
- Odette Renaud: Le dialogue du Désespéré avec son Âme. Une interprétation littéraire. In: Cahiers de la Société d'Egyptologie. Band 1, 1991.